# Городской сад (Тюмень)
Тюменский городской сад (Горсад) — парк, до 2003 года расположенный в центре Тюмени между улицами Ленина, Первомайской, Грибоедова и Герцена. Ныне часть Цветного бульвара.
Был заложен в 1936 году на месте Базарной площади. В 1947 году получил имя «Центрального парка культуры и отдыха». Тогда же в нём были установлены памятники Ленину и Сталину. В 1956 году памятник Сталину был заменён статуей Пушкина, выполненной по модели Аполлона Мануйлова. В настоящее время статуя находится в читальном зале библиотеки на улице Газовиков, 30/1.
В городском саду работал летний кинотеатр, располагались аттракционы, включая парашютную вышку и колесо обозрения. В юго-западной части располагалось здание Тюменского цирка. Как один из немногих благоустроенных зелёных уголков в центре города, городской сад долгое время был одним из любимых мест прогулок горожан. В 2003 сад был закрыт, в связи с прокладкой Цветного бульвара.